# Quebrada Agua Hedionda
La quebrada Agua Hedionda es un cauce natural de agua que fluye en la Región de Atacama con dirección general oeste hasta desembocar en el océano Pacífico.

## Trayecto
Poco antes del mar confluye con la quebrada de Peralillo.

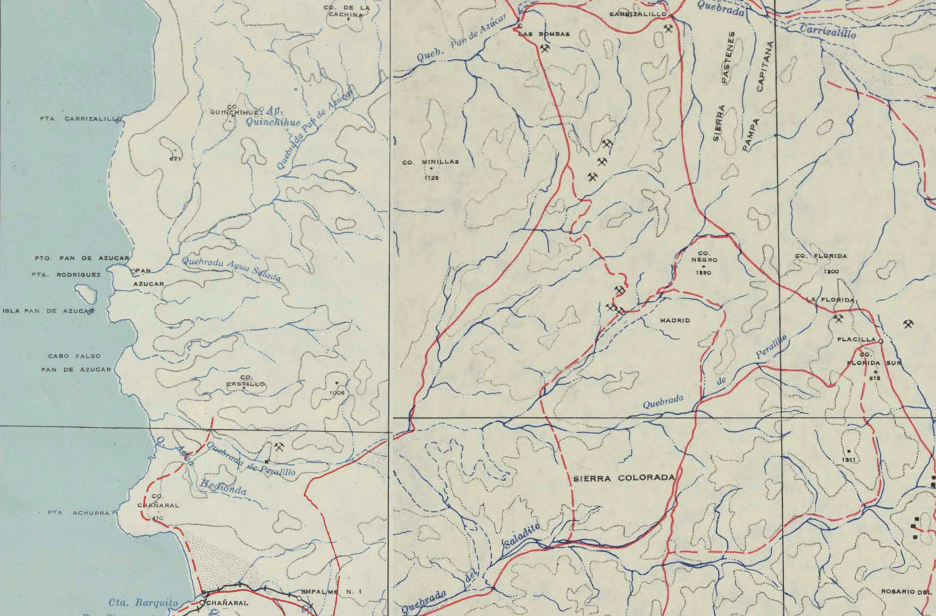
La quebrada en un compuesto de dos mapas del Instituto Geográfico Militar de Chile, ambos publicados el año 1954 con una escala de 1:250000.

## Caudal y régimen
Las precipitaciones en la zona son notablemente escasas. El informe de la Comisión Nacional de Riego recoge los siguientes valores:
| Estación                 | Precipitaciones anuales en mm |
| ------------------------ | ----------------------------- |
| El Salvador              | 19,3                          |
| Llanta Retén             | 12,4                          |
| Potrerillos              | 14,4                          |
| Diego de Almagro (Chile) | 14,0                          |
| Inca de Oro              | 21,8                          |
| Chañaral                 | 7,1                           |

Algunas de las cuencas del desierto se prestan para llevar las aguas del invierno boliviano, que ocurre en el verano austral.
Otra fuente de humedad y hasta cierto punto líquido es la captación en la vegetación de las neblinas, localmente llamadas camanchaca, provenientes del mar.: 41 

## Historia
Luis Risopatrón la describe en su Diccionario Jeográfico de Chile de 1924:: 9 
Agua Hedionda (Quebrada de) 26° 16’ 70° 42’. De 4 062 hectáreas de hoya hidrográfica, tiene una aguada a unos 3 kilómetros del mar, donde desemboca, a 4 kilómetros al N de la punta de Chañaral, 99, p. 13; i 161, I, p. 13; i aguada i cuenca en 98, II, p. 496.